# 韦恩 (内布拉斯加州)
韦恩（Wayne）是位于美国内布拉斯加州韦恩县的一座城市，也是该县的县治所在。
面積5.7平方公里，根據美國2000年人口普查數字，共有人口5,583人。